# Buíque
Buíque é um município brasileiro do estado de Pernambuco. Está localizado a oeste do Recife, capital do estado, distante 285 km, acessível pela rodovia BR-232. Integra a mesorregião do Agreste Meridional e a microrregião Vale do Ipanema..
O território de Buíque está situado sobre uma formação rochosa do período Cretáceo, com uma elevação de 798 metros acima do nível do mar, e ocupa uma extensão territorial de 1.336,544 km². Sua população é composta por 52.097 habitantes.
A área está principalmente situada na região geoambiental conhecida como Planalto da Borborema, caracterizada por formações de relevo elevado, como maciços e colinas, variando em altitudes entre 650 e 1000 metros. Essa formação abrange uma extensão que se estende desde o sul de Alagoas até o estado do Rio Grande do Norte.
A região é caracterizada pelo bioma predominante da caatinga, com precipitação pluviométrica média anual de 611,0 mm, concentrada entre os meses de março e julho. O relevo é forte, ondulado e o solo arenoso, pedregoso e rochoso. Além da Caatinga, também estão presentes os biomas Campos Rupestres, Mata Atlântica e Cerrado com Brejos de altitude, com vegetação de Florestas subcaducifólicas e caducifólicas.
No subsolo, há ocorrências minerais de bário, celestita, chumbo, cromo, estanho, estrôncio, ferro, fósforo, gesso, hematita, ouro, pirita, prata, quartzo leitoso e verde, talco e tório. No passado (1700), o salitre (nitrato de potássio) chegou a ser explorado a nível industrial, sendo extraído das rochas do Brejo de São José e Serra do Coqueiro.
Buíque faz fronteira ao Norte com Arcoverde e Sertânia; ao Sul com Águas Belas; a Leste com Pedra e a Oeste com Tupanatinga.

## História
Originalmente, a localidade de Buíque se chamou Vila Nova do Buíque, distrito subordinado a Garanhuns criado por alvará de 11 de dezembro de 1795 e pela lei municipal nº 2, de 19 de janeiro de 1893. Essa condição se manteve por meio século, quando a lei provincial nº 337, de 12 de maio de 1854, elevou o distrito à condição de vila e o desmembrou de Garanhuns; seu território abrangia também as áreas de Pedra, Águas Belas e a maior parte de Inajá Só após o advento da República a vila ganharia foros de cidade, por força da lei estadual nº 669, de 26 de maio de 1904, que também a rebatizou de Buíque.

## Geografia
Compõem o município quatro distritos: Buíque (sede), Carneiro, Catimbau e Guanambi.
O município está incluído na área geográfica de abrangência do semiárido brasileiro, definida pelo Ministério da Integração Nacional em 2005. Esta delimitação tem como critérios o índice pluviométrico, o índice de aridez e o risco de seca.

### Terras indígenas
Localiza-se no município de Buíque a Terra Indígena Kapinawá, do povo Kapinawá, homologada pelo Decreto de 11.12.98 (veja o mapa). A terra indígena ocupa 12.403 ha. Desde 2003, o povo indígena têm como Chefe de Posto Expedito Macena Alves.

### Parque Nacional do Catimbau
O Parque Nacional do Catimbau, popularmente conhecido como Vale do Catimbau, é uma unidade de conservação brasileira, criada em 13 de dezembro de 2002, que abrange partes dos municípios de Buíque, Ibimirim e Tupanatinga, na divisa entre o Agreste e o Sertão de Pernambuco. Com uma área de 62.294,14 hectares, o parque protege uma importante porção do bioma Caatinga, sendo o segundo maior parque arqueológico do Brasil.
O Vale do Catimbau é uma região de grande beleza cênica e valor histórico-cultural. Seus imponentes paredões rochosos exibem formas singulares e estão envoltos em um intenso misticismo. A área abriga uma grande diversidade de sítios arqueológicos, incluindo cavernas, cemitérios pré-históricos e pinturas rupestres que datam de pelo menos 6.000 anos atrás.

## Economia

### Buíque: Economia Diversificada e Potencial Turístico
A economia de Buíque, município pernambucano onde se situa parte do Parque Nacional do Catimbau, tem como base a agropecuária. No entanto, a cidade vem buscando diversificar suas atividades econômicas, investindo no turismo, impulsionado pelo clima ameno e pela beleza do Vale do Catimbau, na fruticultura e na pecuária, visando maior dinamismo e sustentabilidade.

### Agropecuária Tradicional
A produção agrícola local se concentra em culturas como feijão, milho e mandioca. Predomina a agricultura familiar, com baixo uso de tecnologia, o que resulta em uma produção mais voltada à subsistência. Já a pecuária, predominantemente semiextensiva, se baseia na criação de gado em pastagens nativas. Essa atividade, contudo, enfrenta desafios, como a escassez de água em períodos de estiagem, a falta de armazenamento adequado de forragem e a carência de mineralização do rebanho, o que impacta negativamente os rendimentos.

### Turismo e Cultura Indígena como Oportunidades
A presença da reserva indígena Kapinawá, adjacente ao Parque Nacional do Catimbau, enriquece o potencial turístico da região. Através dela, é possível ter acesso a elementos da cultura indígena já incorporados ao cotidiano local, como o artesanato em palha, as danças tradicionais do Toré e o ritmo contagiante do samba de coco.

### Artesanato: Herança e Diversidade
Além das manifestações culturais indígenas, Buíque se destaca pela produção de um rico artesanato. Utilizando fibras naturais como sisal, coco e ouricuri, além de palhas diversas e cipós, os artesãos locais criam uma grande variedade de peças. Entre elas, destacam-se os caçuás (cestas grandes utilizadas no transporte de produtos agrícolas no dorso de animais), cestos para pães e roupas, bolsas, chapéus, abanos, sandálias, chinelas, cordas, descansos para pratos, peneiras e peças decorativas. Essa produção artesanal representa não apenas uma fonte de renda, mas também a preservação de técnicas tradicionais e da identidade cultural da região.

### Potencial de Crescimento
Buíque possui um grande potencial de crescimento, combinando sua vocação agropecuária com as oportunidades emergentes no turismo ecológico e cultural. A valorização do artesanato, a promoção do Parque Nacional do Catimbau e a integração com a cultura indígena Kapinawá podem impulsionar o desenvolvimento local, gerando emprego, renda e qualidade de vida para a população. Além disso, investimentos em infraestrutura hídrica e assistência técnica aos produtores rurais são fundamentais para fortalecer a agropecuária e garantir a sustentabilidade das atividades econômicas do município.

## Comércio Local

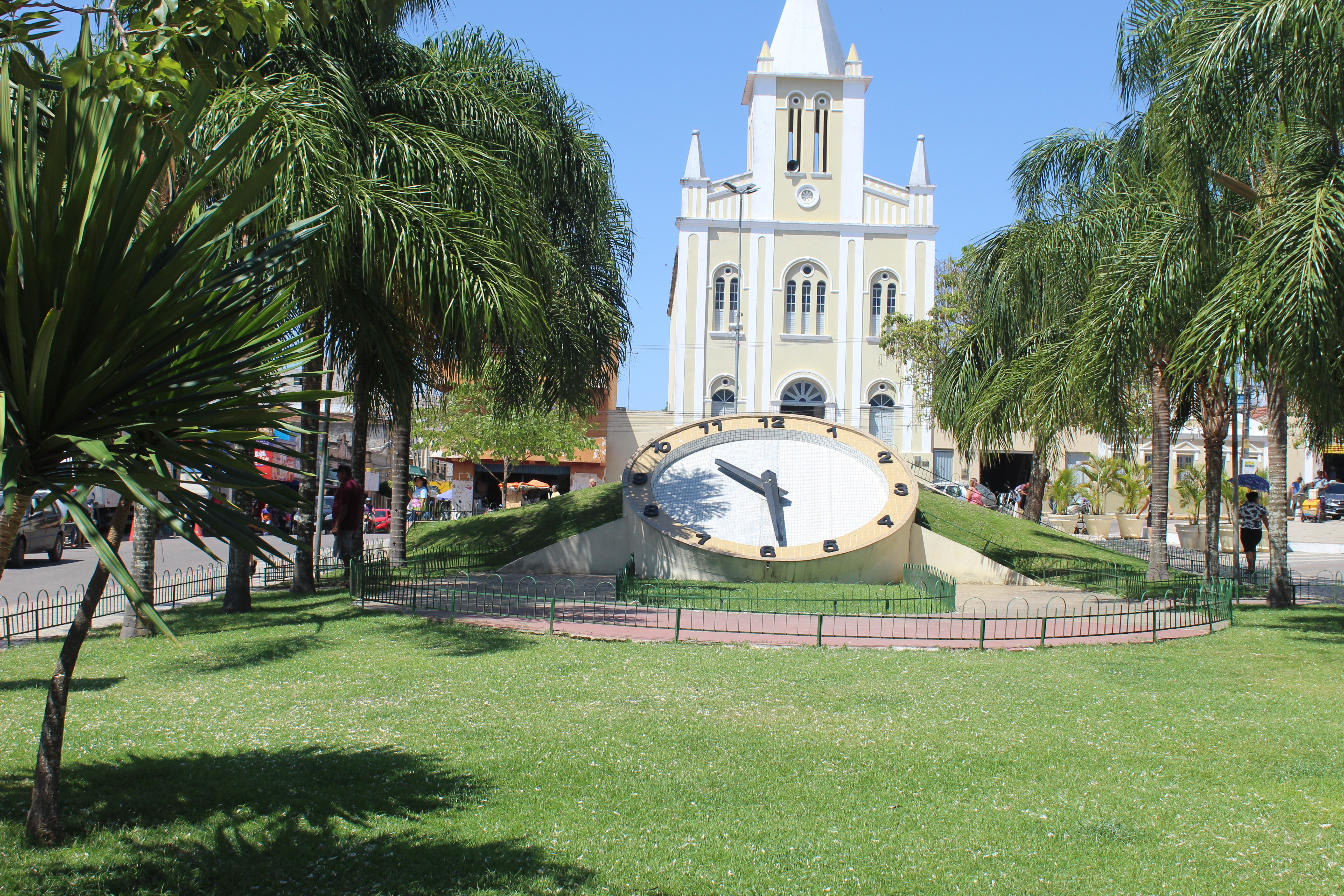
Igreja Matriz de São Félix de Cantalice, Buíque, 2024.

### Panorama do Comércio de Buíque

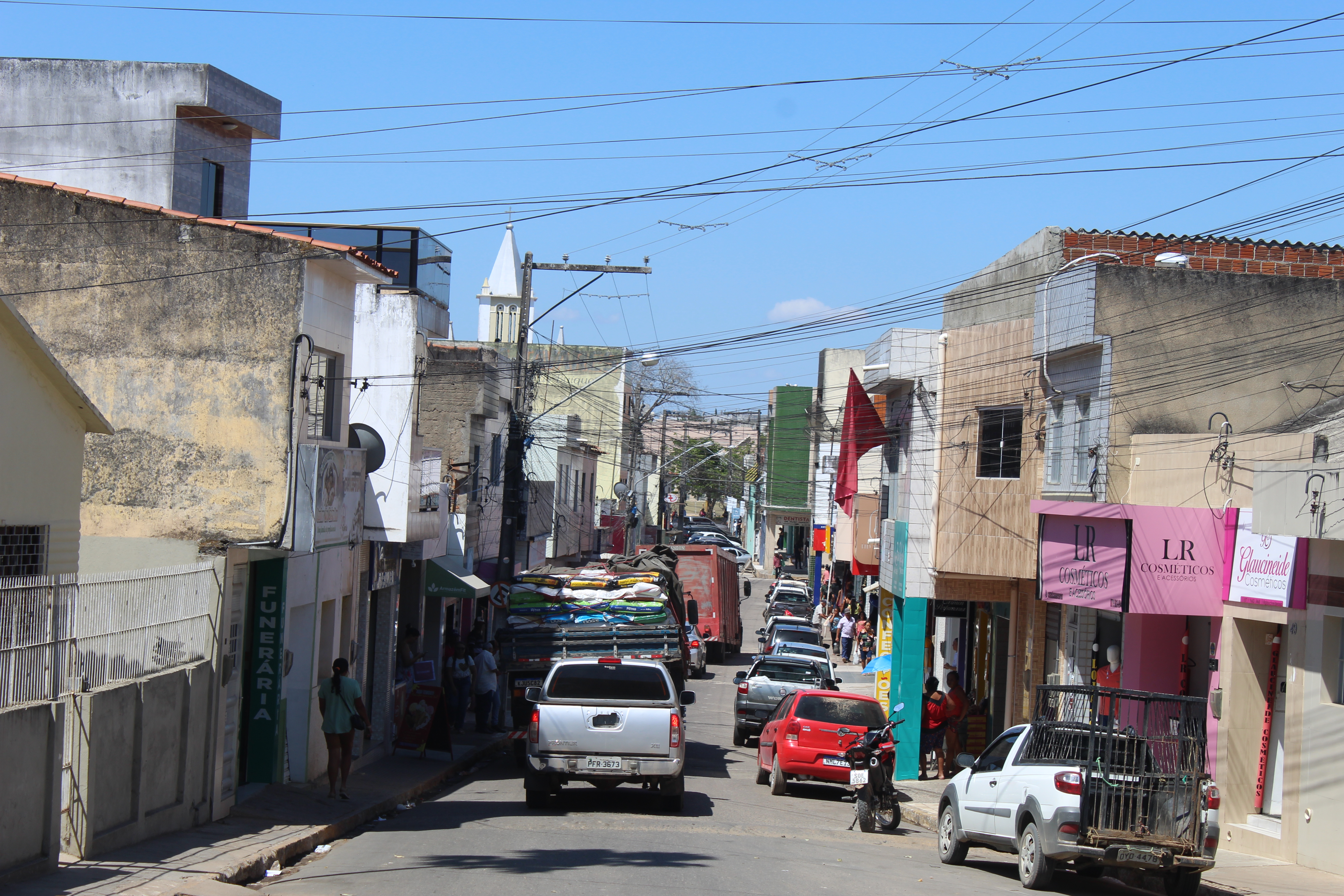
Rua Dr. Manoel Borba, importante rua comercial de Buíque.

O comércio de Buíque é uma parte importante da economia local e reflete as características de uma cidade de pequeno a médio porte do interior de Pernambuco. Ele é composto principalmente por pequenos e médios estabelecimentos, voltados para o atendimento das necessidades da população local e dos visitantes, especialmente aqueles atraídos pelo Parque Nacional do Catimbau.

### Principais Segmentos do Comércio
- Varejo Alimentício: Supermercados, mercadinhos, açougues, padarias e quitandas são essenciais para o abastecimento da população. Eles oferecem produtos básicos e, muitas vezes, itens da produção local.
- Lojas de Roupas e Calçados: O comércio varejista de vestuário também está presente, oferecendo opções para diferentes públicos e faixas de preço.

- Farmácias e Drogarias: Como em qualquer cidade, farmácias são fundamentais para o acesso a medicamentos e produtos de higiene e beleza.

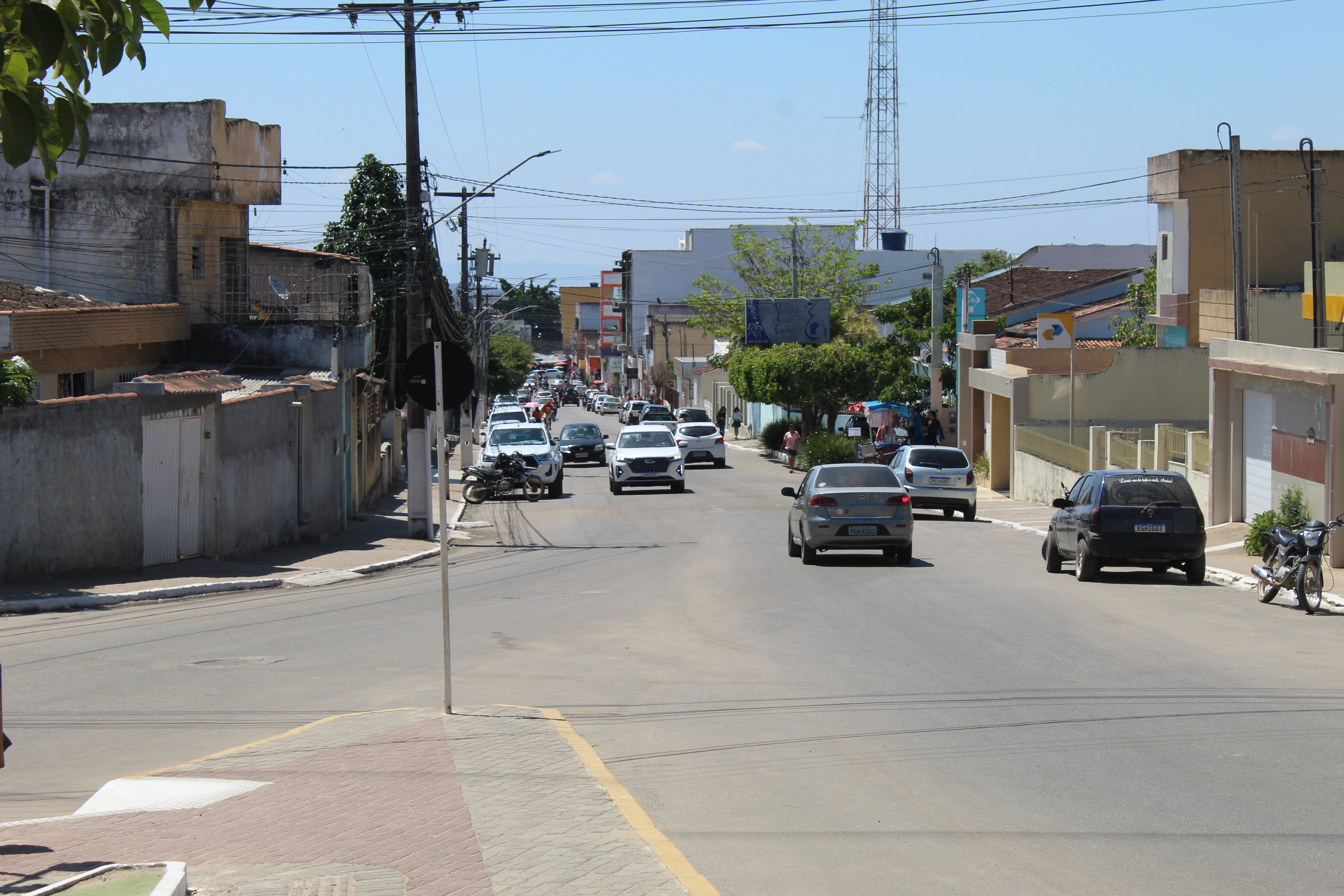
Avenida Jonas Camelo, portal de entrada para o comércio de Buíque.

- Lojas de Materiais de Construção e Agropecuária: Devido à importância da agropecuária para a região, lojas que vendem materiais de construção, ferramentas e insumos agropecuários também são relevantes para a economia local.

- Lojas de Materiais de Construção e Agropecuária: Devido à importância da agropecuária para a região, lojas que vendem materiais de construção, ferramentas e insumos agropecuários também são relevantes para a economia local.
- Serviços: Bares, restaurantes, lanchonetes, salões de beleza, oficinas mecânicas, entre outros, compõem o setor de serviços, importante para a geração de empregos e renda.
- Artesanato: A venda de artesanato, especialmente aquele produzido com fibras naturais que reflete a cultura local e indígena, é uma atividade comercial importante, que também atrai turistas. A proximidade com a comunidade indígena Kapinawá impulsiona esse segmento.
- Hotéis e Pousadas: Oferecendo opções de hospedagem para visitantes e turistas.
- Comércio Informal: Assim como em muitas cidades brasileiras, o comércio informal também está presente em Buíque, com vendedores ambulantes e feiras livres.

### Feira Livre de Buíque
A feira livre é um elemento tradicional do comércio em Buíque e em muitas cidades do Nordeste. Nela, é possível encontrar uma grande variedade de produtos, desde frutas, verduras e legumes frescos, vindos diretamente dos produtores rurais, até roupas, calçados, utensílios domésticos e artesanato. A feira é um importante espaço de socialização e um ponto de encontro para a comunidade. A feira livre ocorre no Pátio da Feira, localizada na Avenida Airton Senna da Silva. 

### ACIB - Associação Comercial e Industrial de Buíque

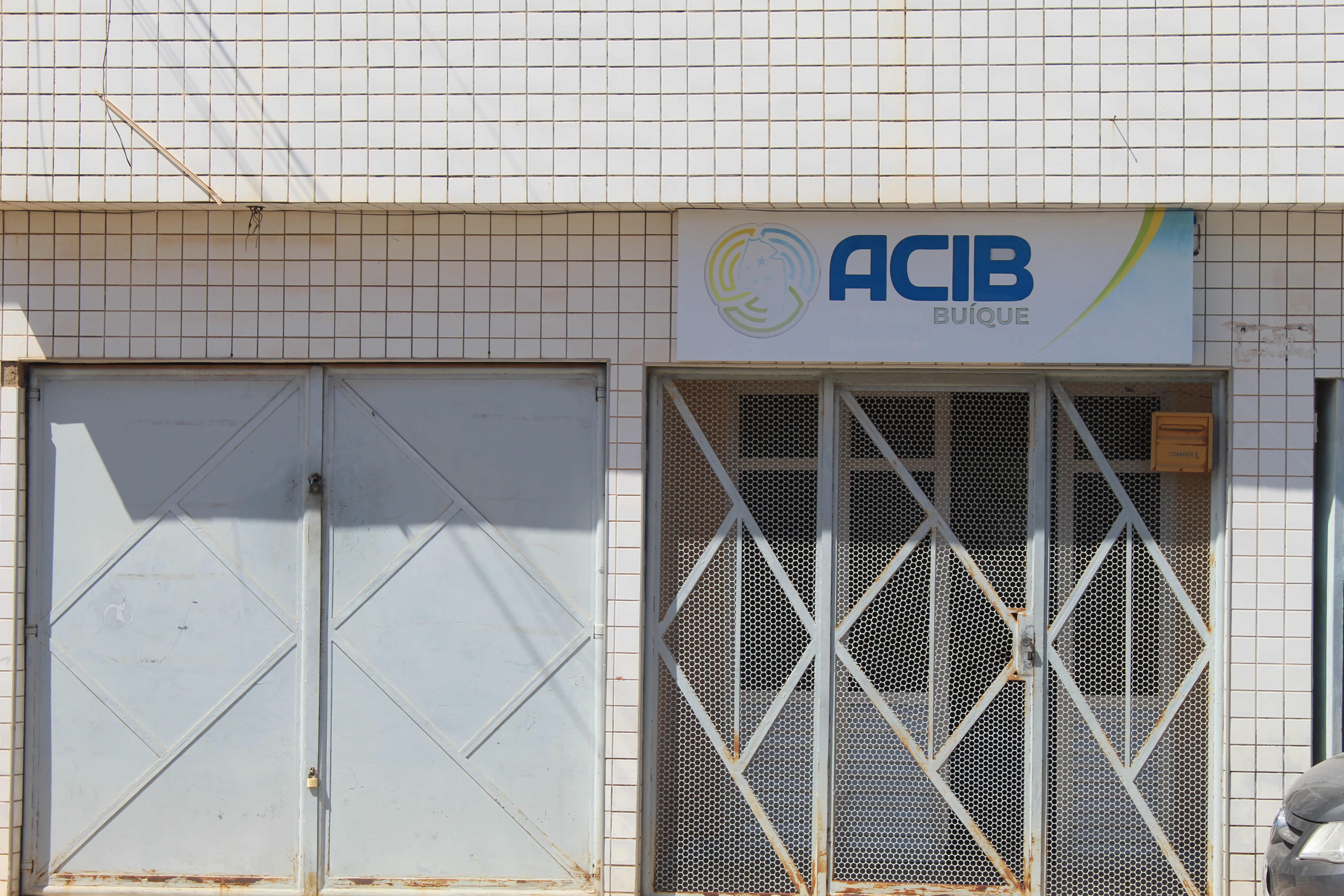
Sede da Associação Comercial e Industrial de Buíque, 2024

A  Associação Comercial e Industrial de Buíque (ACIB) é uma entidade sem fins lucrativos que atua como um importante pilar de apoio aos empresários e ao desenvolvimento econômico do município de Buíque, em Pernambuco. Fundada com o propósito de defender os interesses em comum do comércio local, a ACIB reúne empresários de diversos setores, buscando fortalecer a economia da região mediante ações conjuntas e da promoção de um ambiente de negócios mais próspero.
A ACIB oferece uma gama de serviços para seus associados, que inclui a emissão de Certificados Digitais, consultorias empresariais, organização de eventos e cursos para capacitação profissional.  Através desses serviços, a associação visa auxiliar os empresários a otimizarem suas operações, se manterem atualizados com as melhores práticas de gestão e ampliarem suas oportunidades de negócios.
Além disso, a ACIB desempenha um papel fundamental na defesa dos interesses dos empresários locais junto aos órgãos públicos e outras instituições, atuando como interlocutora em questões que impactam o desenvolvimento econômico do município. A associação busca promover um ambiente de negócios favorável ao crescimento das empresas, contribuindo para a geração de empregos, renda e prosperidade para a comunidade de Buíque.

## Turismo
Equipamentos e eventos turísticos de Buíque.
- Museu Municipal Eduardo de Freitas e Casa da Cultura Lenira Cursino;
- Espaço Municipal de Artes Carlos Henrique Benício;
- Biblioteca Municipal Graciliano Ramos;
- Centro de Atendimento ao Turista;
- Carnaval;
- São João no Vale;
- Buíque Frio, Queijo e Vinhos e Mais Sabores;
- Novenários;
- Natal Luz.

## Arte e Cultura

#### Luiz Benício: Mestre da Escultura em Madeira
Luiz Carlos da Silva, conhecido como Mestre Luiz Benício, é um talentoso escultor natural de Buíque. Apaixonado por arte desde a infância, Benício encontrou na escultura em madeira sua forma de expressão e sustento. Conhecido por suas esculturas em madeira crua, sem pintura ou rebuscamentos, o artista cria peças que retratam figuras do nordeste, como cangaceiros, temas religiosos, tatus e outros animais.
Sua trajetória artística iniciou de forma inusitada, quando, ao criticar a obra de um vizinho artesão, foi desafiado a esculpir sua primeira peça, um tatu, que o surpreendeu pela qualidade. Desde então, dedica-se à escultura, utilizando madeira de árvores mortas coletada de forma sustentável, demonstrando respeito pela natureza.
Mestre Benício desenvolveu um estilo único, com traços rústicos e expressivos, reconhecíveis em qualquer lugar. Suas esculturas, algumas com mais de quatro metros de altura, encantam e inspiram, retratando a cultura e a vida do sertão.

#### Buíque e Graciliano Ramos: Uma Conexão Literária

Graciliano Ramos, 1940.

Buíque, além de suas belezas naturais e rica cultura, guarda uma conexão especial com a literatura brasileira: foi nesse município do Agreste Pernambucano que o renomado escritor Graciliano Ramos passou parte de sua infância, deixando marcas profundas na sua formação e na sua obra.
Graciliano, nascido em Quebrangulo, Alagoas, mudou-se com a família para Buíque por volta de 1895, onde viveu até os sete anos. Essa experiência no sertão pernambucano foi fundamental para moldar sua sensibilidade e visão de mundo, influenciando obras como "Vidas Secas”, “São Bernardo" e "Infância".
Em "Infância", Graciliano retrata suas memórias de Buíque, descrevendo as paisagens, os costumes e as pessoas que marcaram sua vida na cidade. O clima seco, a vegetação da caatinga, as dificuldades da vida no sertão e o contato com a cultura popular estão presentes em suas recordações, demonstrando a influência de Buíque em sua obra.

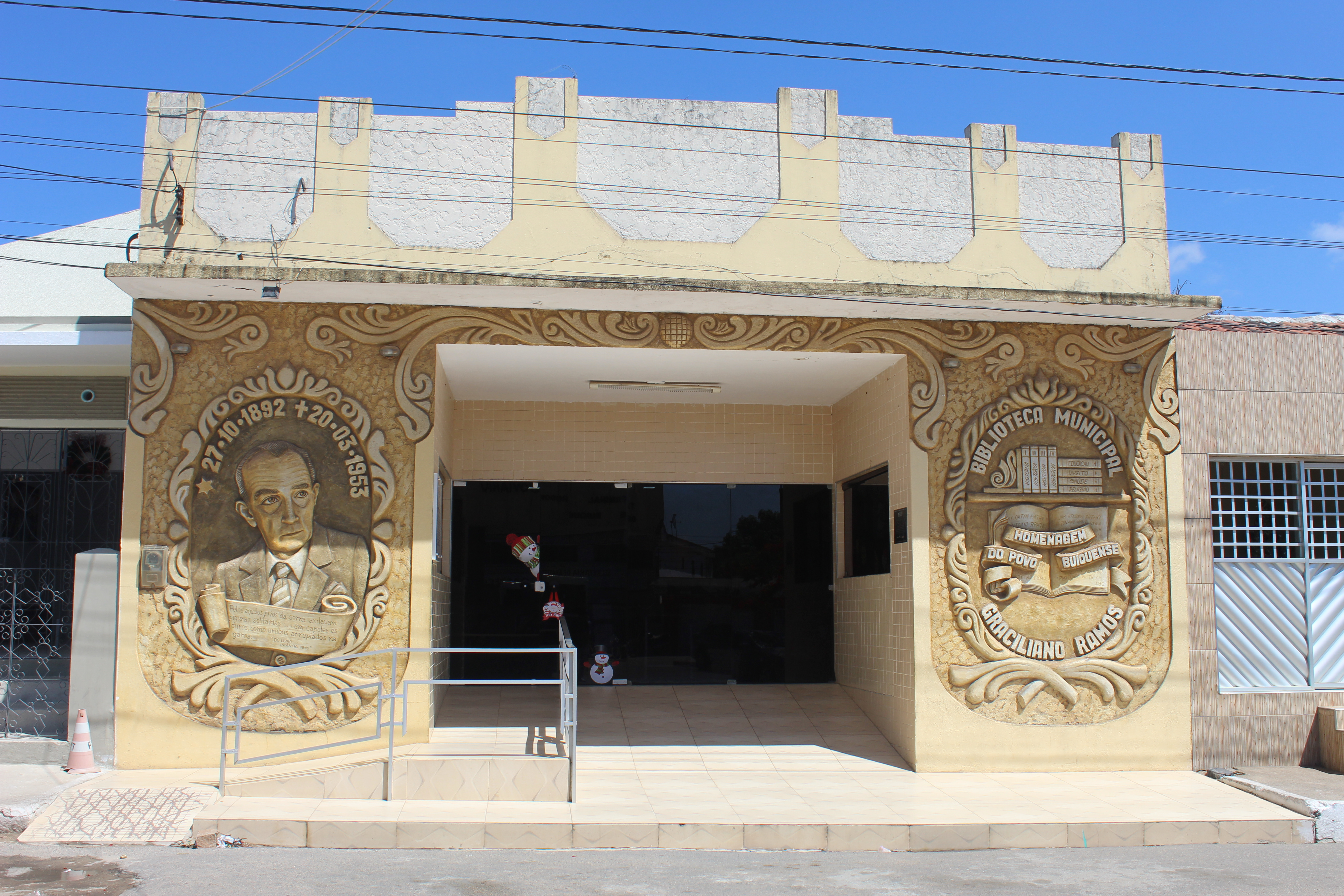
Biblioteca Municipal Graciliano Ramos, Buíque, 2024.

A presença de Graciliano Ramos em Buíque é motivo de orgulho para o município, que valoriza seu legado literário.  A Biblioteca Municipal Graciliano Ramos, um espaço cultural importante na cidade, é uma homenagem ao escritor e um convite à leitura e ao conhecimento.
A passagem de Graciliano Ramos por Buíque enriquece a história e a cultura do município, demonstrando a importância da literatura na construção da identidade de um povo. Visitar Buíque é também uma oportunidade para conhecer o cenário que inspirou um dos maiores escritores brasileiros e se conectar com a alma do sertão nordestino.
Zabé da Loca (1924–2017)

Zabé da Loca

Isabel Marques da Silva, conhecida como Zabé da Loca, (Buíque, 12 de janeiro de 1924 – Monteiro, 5 de agosto de 2017) foi uma pifeira, compositora e cantora brasileira, considerada uma das maiores expressões da cultura popular do Nordeste. Zabé da Loca aprendeu a tocar pífano (ou pífio, como ela chamava o instrumento) aos sete anos, com um de seus irmãos.
De origem humilde e analfabeta, trabalhou na roça desde a infância. Na juventude, mudou-se para o Cariri paraibano, onde se casou e teve dois filhos. Em 1966, após perder o marido e a casa onde morava, passou a viver em uma "loca" (gruta ou caverna de pedra) na Serra do Tungão, em Monteiro, onde permaneceu por 25 anos, o que lhe rendeu o apelido "Zabé da Loca". 
Em 2003, aos 79 anos, lançou seu primeiro CD, "Cantos do Semiárido", com músicas autorais e uma versão de "Asa Branca", de Luiz Gonzaga e Humberto Teixeira. No mesmo ano, apresentou-se no Festival de Brincantes, em Recife, e mudou-se para uma casa no Assentamento Santa Catarina, em Monteiro, onde hoje funciona a Associação Cultural Zabé da Loca. A artista se apresentou em diversos festivais e eventos culturais, no Brasil e no exterior, incluindo o Fórum Cultural Mundial, em São Paulo, em 2004, onde tocou com o multi-instrumentista Hermeto Pascoal.

O estilo musical de Zabé da Loca é marcado pela forte influência da música popular nordestina, em especial o forró, o baião, o coco e a ciranda. Suas letras abordam temas como a vida no sertão, a natureza, a religiosidade e o amor.